# Święta Bibianna
Święta Bibianna (Bibiana) (ur. i zm. w IV wieku w Rzymie) – święta Kościoła katolickiego, dziewica i męczennica.
Źródłem informacji o męczeństwie Bibianny są akta pochodzące z VI wieku. Prawdopodobnie była córką chrześcijanina, patrycjusza rzymskiego Flawiana i Dafrozy, którzy ponieśli śmierć męczeńską za panowania cesarza Juliana Apostaty. Bibianna i jej siostra Demetria pozbawione wszelkich praw i własności pozostały w domu, gdzie nadal kultywowały wiarę rodziców. Poniosła śmierć w obronie wiary i czystości. Demetria zmarła w czasie przesłuchań, a Bibianna w czasie tortur.
W V wieku Papież Symplicjusz wzniósł na Awentynie kościół pod jej wezwaniem, który dotrwał do naszych czasów.
Wspominana jest 2 grudnia.